# A holtsáv (regény)
A holtsáv (The Dead Zone) Stephen King amerikai író 1979-ben megjelent regénye. Magyarul először a Magvető Könyvkiadó, Albatrosz Könyvek című sorozatában jelent meg a regény, Fencsik Flóra fordításában, 1986-ban.

## Cselekmény
A tudományos-fantasztikus regény a fiatal Johnny Smith története, aki kómába esik, miután majdnem halálos baleset éri. A kóma közel hat évig tart. Nem sokan reménykednek benne, hogy ismét magához tér majd, de édesanyja egy percig sem adja föl a reményt. Nem sokkal az örvendetes, már-már csodával határos esemény után azonban Johnny édesanyja meghal, a fiú pedig felismeri, hogy különös új képességgel lett megáldva-megverve: olyan dolgokat lát, ha megérint egy-egy személyt, amelyek majd csak a jövőben fognak megtörténni. De vannak bizonyos részletek, mint például az, hogy pontosan hol is történnek bizonyos dolgok, amelyeket Johnny nem lát előre: ezek a dolgok rejtve maradnak előtte, örökre megbújnak az úgynevezett holtsávban.
Néhányan úgy gondolják, Johnny csupán közönséges csaló, mások viszont – mint George Bannerman, Castle Rock seriffje – szeretnének hinni neki. Mert Bannermannek egy rejtélyes gyilkosságsorozatot kell megoldania, amelyet az úgynevezett Castle Rock-i fojtogató követett el.
Végül ott van Greg Stillson. Egy különös, sőt, különc politikus, aki az Egyesült Államok elnöke szeretne lenni – bármi áron is. Johnny Smith találkozik Stillsonnal, kezet ráz vele… és szörnyű látomása támad a távoli jövőt illetően a férfival kapcsolatban. Ezért elhatározza, minden áron megakadályozza, hogy Stillson hatalomhoz jusson. Le akarja lőni, de Stillson megszeg egy tabut (egy gyerek mögé bújik a fegyveres támadója elől). A testőrök ugyan lelövik Smith-t, de az esetnek szemtanúja egy amatőr fényképész, aki nyilvánosságra hozza az esetről készült képeket. Stillson minden jövőbeli terve semmivé foszlik.

## Érdekességek
- King valós személyről, a holland Peter Hurkosról (1911–1988) mintázta a könyv főhősét, aki leesett a létráról, fejsérülést szenvedett, majd ezt követően azt állította, hogy ha megérint egy embert, akkor belelát annak életébe, gondolataiba.
- A regényből David Cronenberg 1983-ban filmet forgatott Christopher Walken főszereplésével.
- 2002-ben amerikai-kanadai koprodukcióban filmsorozat készült belőle Anthony Michael Hall főszereplésével. A sorozatból összesen hat évad készült 2002 és 2007 között.

## Magyarul
- A holtsáv; ford. Fencsik Flóra; Magvető, Bp., 1986 (Albatrosz könyvek)